# Oscar Brandstetter Verlag

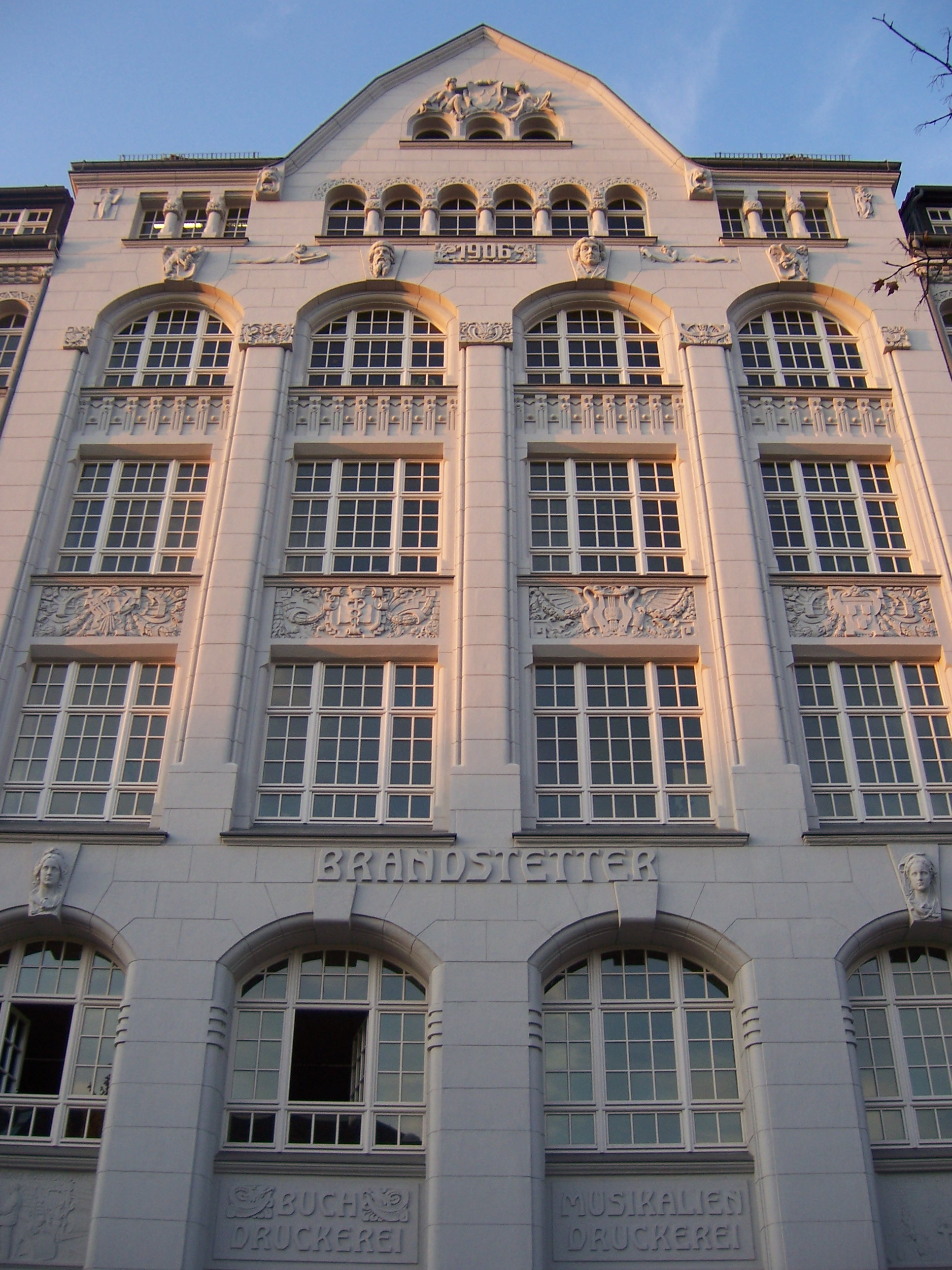
Detail der Fassade des Druck- und Verlagshauses Oscar Brandstetter in Leipzig, jetzt Sitz der Handwerkskammer zu Leipzig

Oscar Brandstetter Verlag war ein deutscher Verlag mit Sitz in Wiesbaden, der sich auf die Herausgabe von technischen und naturwissenschaftlichen Nachschlagewerken spezialisiert hatte.

## Geschichte

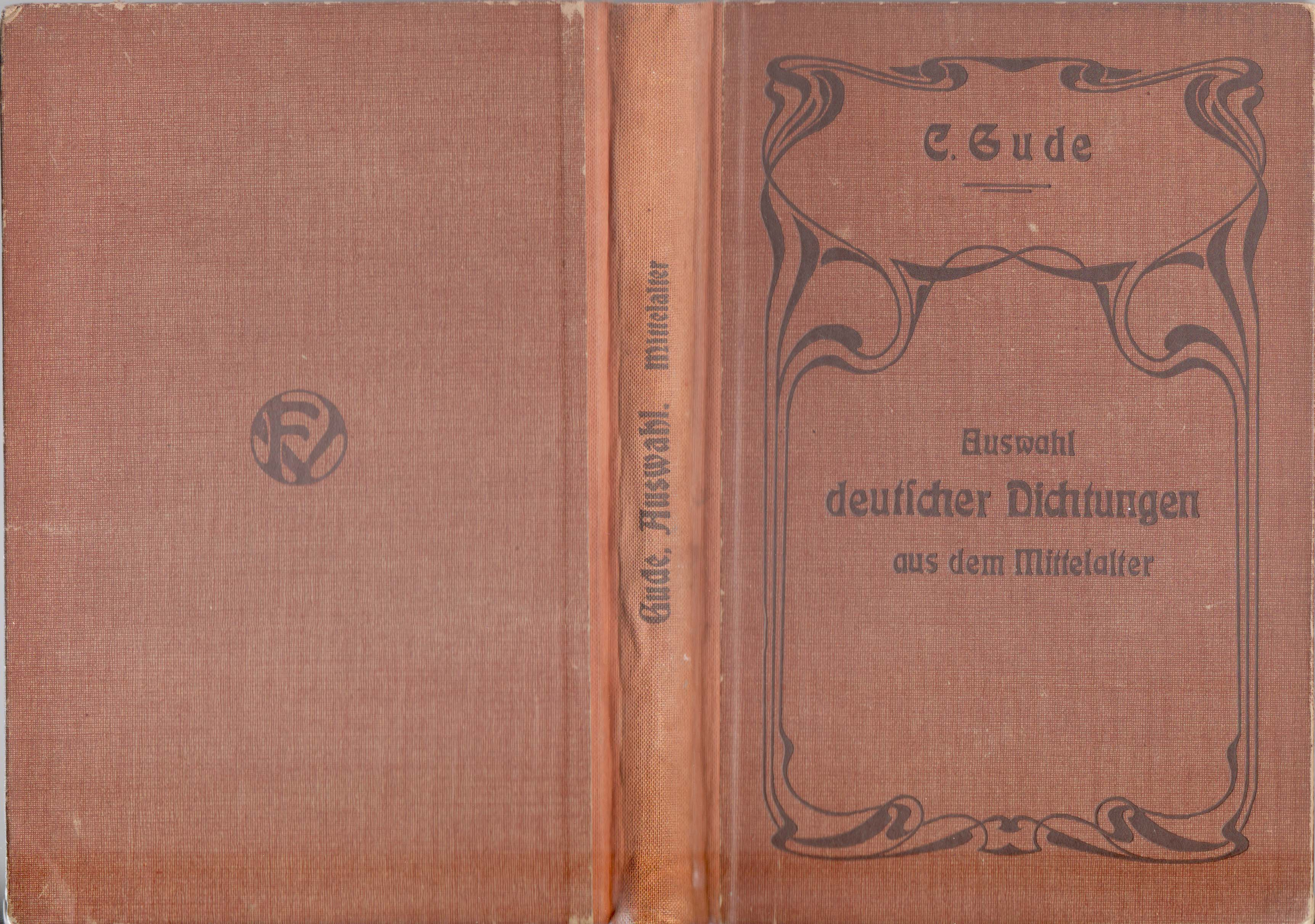
Bucheinband der Deutschen Dichtungen Verlag Brandstetter (1913)

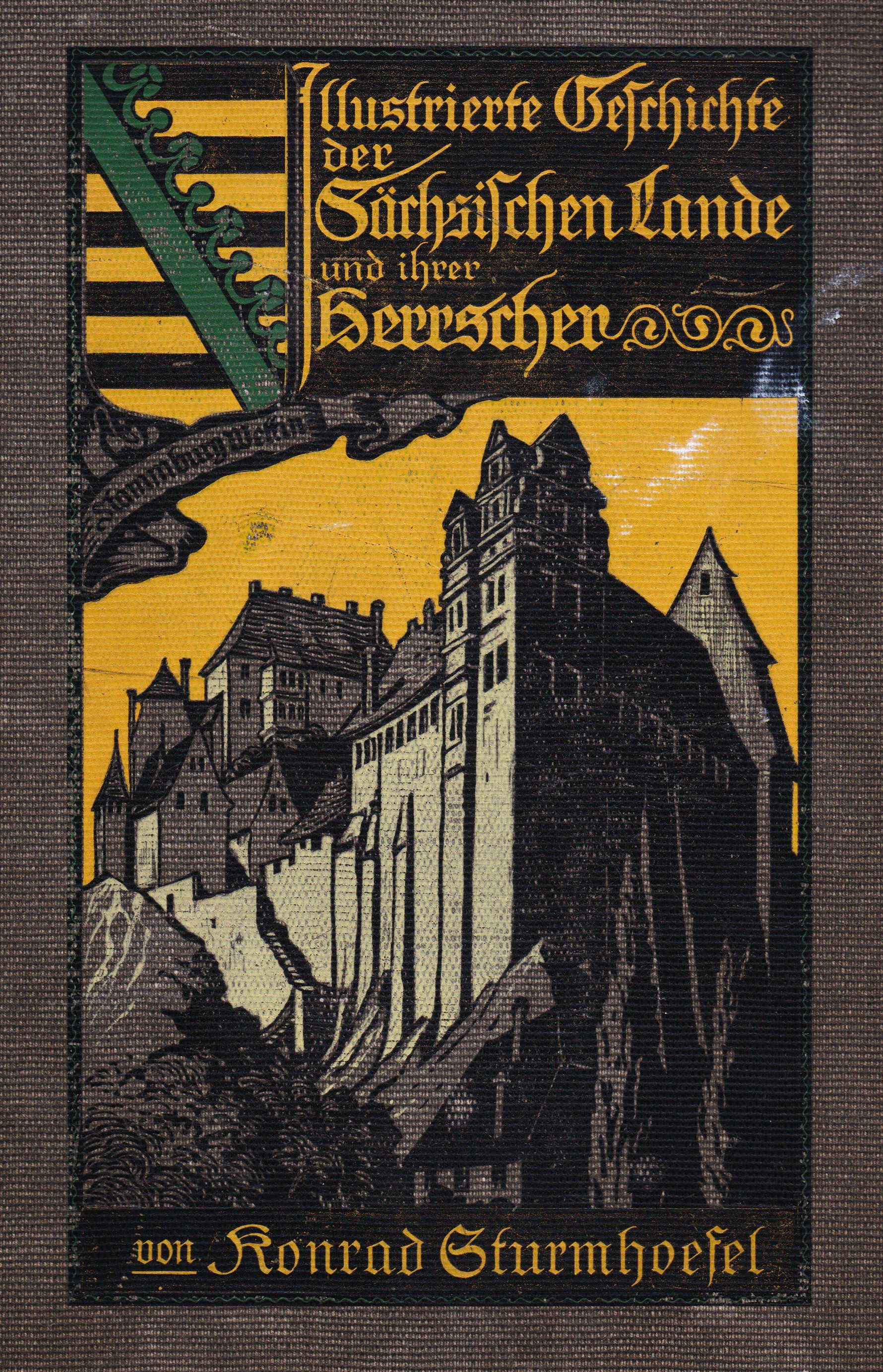
Konrad Sturmhoefel: Illustrierte Geschichte der Sächsischen Lande und ihrer Herrscher…, Verlag Hübel und Denck, gedruckt bei Oscar Brandstetter

Bereits im Jahre 1844 kaufte Friedrich Brandstetter den Einhorn-Verlag in Leipzig.
Der eigentliche Gründer des Druck- und Verlagshauses war Friedrich Wilhelm Garbrecht, der 1862 in Leipzig eine lithographische Anstalt eröffnete, auch für Musikalien-Druck und Steindruck. Garbrecht starb 1874. Die Erben Garbrechts ließen die Firma weiterführen. Prokurist wurde Heinrich Gustav Garbrecht, der Bruder des Verstorbenen, der sich gemeinsam mit dem Kontoristen Otto Säuberlich um einen Verkauf der Firma bemühte. Der Buchhändler Oscar Brandstetter (1846–1915) übernahm 1880 das Unternehmen.
Ab 1885 ließ Oscar Brandstetter neue Produktionsstätten in der Inselstraße 10 und 12 bauen sowie im Jahr 1906 einen Anbau an sein Gebäude in der Inselstraße 2. Hier führte er modernste Technik für seine Setzmaschinen wie den Maschinensatz und den Rotationsdruck ein. Seine Prokuristen waren Otto Säuberlich, Raymund Schmidt und William Brandstetter.
Der erfolgreiche Aufbau dieser Firma Oscar Brandstetter wurde bis 1939 fortgesetzt. In ihrer Gesamtheit gesehen zählte die Firma Oscar Brandstetter bei Ausbruch des Zweiten Weltkrieges mit nahezu 2000 Betriebsangehörigen und über zehn angegliederten Verlagen und dem Verlagswesen nahestehenden Unternehmen zu den größten Firmen auf ihrem Gebiet in Deutschland.
Nach dem Ende des Zweiten Weltkrieges, nach schweren Bombenschäden, Demontage und Enteignung erfolgte 1950 die Neugründung der Druckerei und des Verlages in Wiesbaden durch Wolfgang Brandstetter, der 1963 überraschend starb. Marion Brandstetter übertrug die Geschäfts- und Verlagsleitung Martin Arndt, der zuvor bei den Verlagen Burda, Springer und Krauskopf in leitenden Positionen tätig war. Arndt führte die Geschäfte von 1964 bis 1984, straffte das Programm und intensivierte die internationale Zusammenarbeit. Er machte Brandstetter zu einem führenden Verlag für fremdsprachige Fachwörterbücher. Sein Nachfolger als Geschäftsführer und Verlagsleiter war ab 1984 Günther Herwarth Fröhlen.
Anfang 2022 stellte der Oscar Brandstetter Verlag seinen Geschäftsbetrieb nach 72 Jahren ein. „Die gedruckten Wörterbücher werden aufgegeben, die Rechte an den digitalen Ausgaben vom Anja Hagel Verlag übernommen“, heißt es auf der Website. Die Übertragung der Rechte an den eigens zu diesem Zweck im März 2022 gegründeten Anja Hagel Verlag erfolgte bereits am 1. Januar 2022.
Am 20. September 2023 wurde die Oscar Brandstetter GmbH & Co. KG vom Amtsgericht Wiesbaden aus den Handelsregister gelöscht.